# نوفاتور (مركبة مدرعة خفيفة)
نوفاتور (بالأوكرانية: Новатор) هي مركبة مشاة متعددة الأغراض، صممتها شركة الدروع الأوكرانية.

## وصف
يبلغ وزن نوفاتور 9000 كيلوجرام، وطولها 5.8 متر، وعرضها 2.405 متر، وارتفاعها 2.164 متر، ويمكنها حمل ما يصل إلى 1000 كيلوجرام. تبلغ سرعتها القصوى على الطريق 140 كم/ساعة، ويبلغ مداها التشغيلي ما يصل إلى 700 كم. تعتمد على هيكل فورد إف-550.
تتكون المركبة من ثلاثة أجزاء رئيسية، المحرك في المقدمة، وحجرة الطاقم والجنود في المنتصف، ومنطقة الشحن في الخلف. تتمتع السيارة بقدرة استيعاب تصل إلى خمسة أشخاص مع مقعدين في الأمام وثلاثة في الخلف.
السيارة محمية ضد نيران الأسلحة الصغيرة والشظايا. تتوفر محطة أسلحة عن بعد للتسليح الاختياري.

## نوفاتور-2
قُدمت نسخة جديدة من نوفاتور، تتميز بنظام تعليق وتحكم محسن، وهي أطول بمقدار 10 سم، وتحتوي نوافذ زجاجية مضادة للرصاص أكثر سمكًا. عُرضت أول مرة في بولندا في عام 2023 واختبرت اعتبارًا من يناير 2024.

## المشغلون
- أوكرانيا
  - القوات المسلحة الأوكرانية - 40[7]

- روسيا
  - قاديروفتسي - استولت عليها من الجيش الأوكراني.[8]

## معرض الصور

نوفاتور
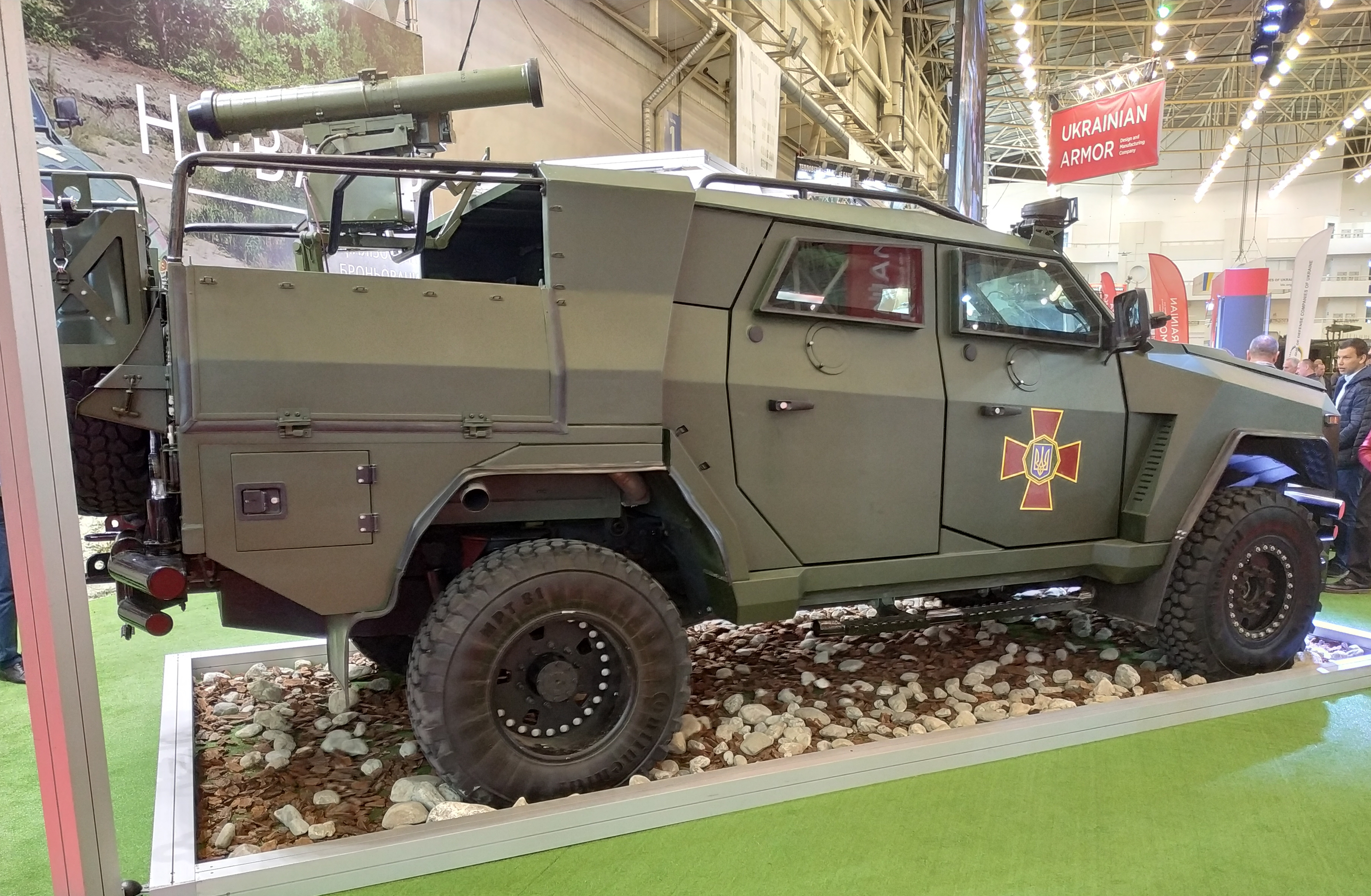
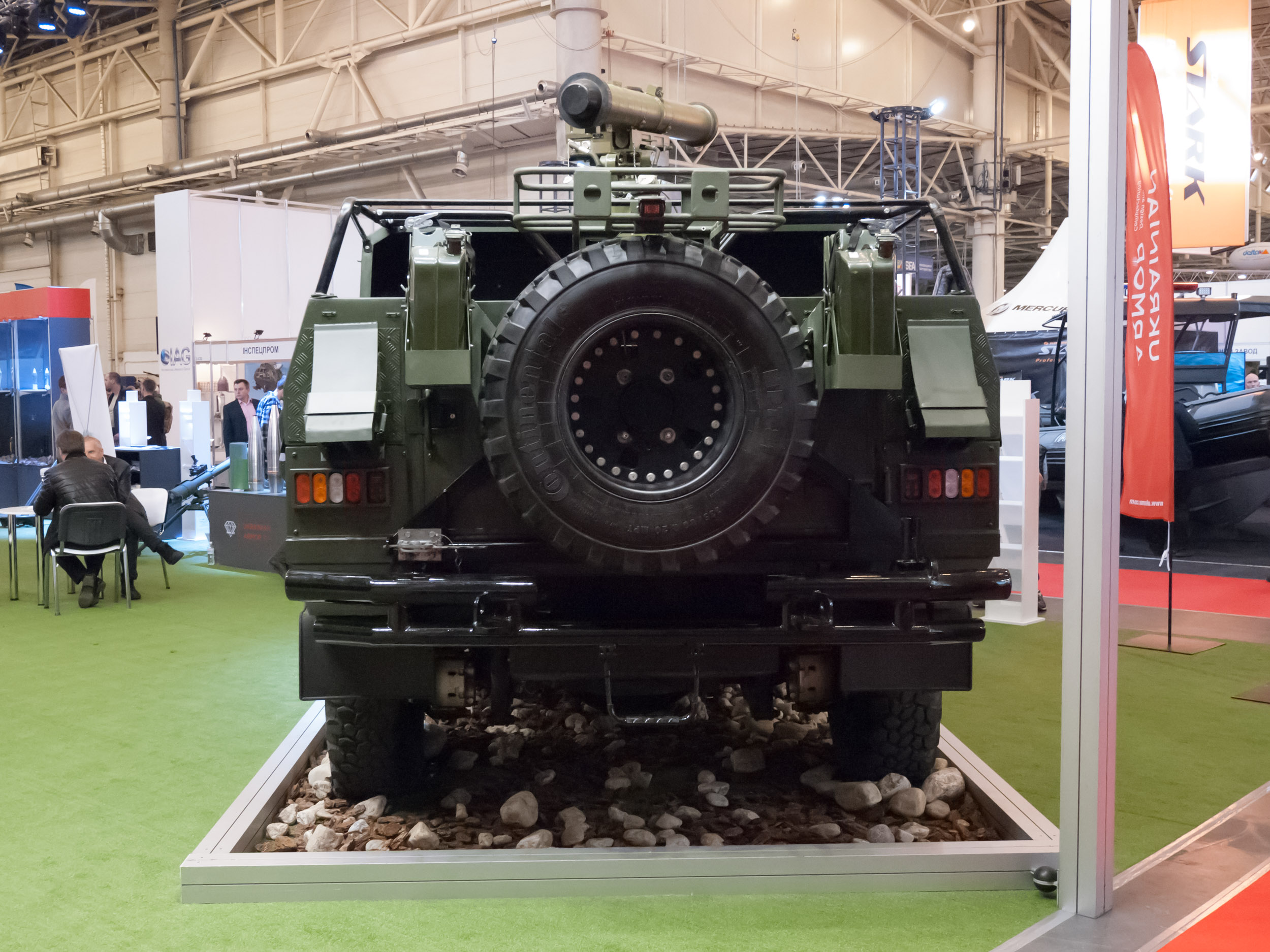